# 화성 홍법리 남양 홍씨 묘역
화성 홍법리 남양 홍씨 묘역(華城 弘法里 南陽 洪氏 墓域)은 대한민국 경기도 화성시 서신면 홍법리에 있는 조선시대의 묘역이다. 1999년 4월 23일 경기도의 기념물 제168호로 지정되었다.

## 개요
화성시 서신면 홍법리 산 30번지 일원에 있는 홍언필, 홍형, 홍담, 홍진도 등과 관련한 남양 홍씨 묘역이다.
묘역은 봉분 11기, 문인석 10기, 동자석 2기, 망주석 10기, 묘비 4기, 상석 5좌, 향로석 5좌, 신도비 5기로 이루어져 있다.
이 곳에 근년에 지어진 '곡좌제(曲座齊)'란 사당이 있는데, 이는 묵재공(默齋公) 홍언필과 그의 아들 인재공(忍齋公) 홍섬이 조정의 당상관을 지내면서 정사에 관한 토론이나 강론시에 비록 공석이라 하여도 부자지간이기에 마주보고 앉을 수가 없어서 동서로 굽게 앉아 정사를 논하였다 하여 세간에서 곡좌(曲座)의 집안이라 칭한데서 유래한다.
조선 중기 때의 묘역으로 당대의 덕망 있는 학자, 정치가인 조광조, 송시열, 한호 등에 의해 찬서(撰書)된 신도비를 살펴볼 수 있으며 보존상태가 양호하여 당시대의 문화수준을 짐작케 한다.

## 참고 자료
- 화성 홍법리 남양 홍씨 묘역 - 국가유산청 국가유산포털